# ويلي بيسمانوف
ويلي بيسمانوف مواليد 04 أكتوبر 1932 في ميونخ - الوفاة 20 أكتوبر 2010 في جاكسونفيل، كان ملاكم محترف ألماني صنّف ضمن فئة الوزن الثقيل.

## المسيرة الاحترافية
من نزالاته:
- خسر أمام جورج كابالو (1967/05/27).
- خسر أمام جورج كابالو بالضربة الفنية القاضية (1967/04/04).
- خسر أمام بوب فوستر بالضربة القاضية (1963/12/11).
- انتصر على هرب سايلر بالضربة الفنية القاضية (1963/07/05).
- خسر أمام محمد علي بالضربة الفنية القاضية (1961/11/29).
- خسر أمام جورج كابالو بالضربة الفنية القاضية (1961/06/27).
- خسر أمام بيت راديماشير (1960/12/13).
- خسر أمام زورا فولي (1960/09/16).
- خسر أمام سوني ليستون بالضربة الفنية القاضية (1959/12/09).
- خسر أمام إدي مشن (1959/09/16).
- خسر أمام زورا فولي (1959/04/07).

## إحصائيات
خاض خلال مسيرته 93 نزالا، فاز في 51 وتعادل في 8 وخسر في 34. فاز بالضربة القاضية في 19 نزالا.

## روابط خارجية
- ويلي بيسمانوف على موقع بوكس ريك (الإنجليزية) (registration required)